# 宗助国
宗助國（日语：そう すけくに，1207年—1274年11月5日）是日本鐮倉時代中期的武將，對馬國地頭代（或守護代），對馬宗氏第二代當主。在文永之役時以寡兵對抗前來襲擊的元朝和高丽联軍，戰死。

## 生平
根據《八幡愚童訓》，文永十一年十月五日下午四時左右，元軍的船隻在對馬下島西岸的佐須浦登陸，船共計450艘，眾三萬人。下午六時左右，對馬國府方面的地頭、守護少貳景資和守護代宗助國接到消息，率領八十余騎夜間通過岩山馳向佐須浦。
第二天早晨，助國派遣通事前往元軍處詢問來由時，對方的七八艘船上下來了約千人，開始猛烈地發射箭矢。助國急忙列陣應戰，結果當日包括助國、其子右馬次郎、養子彌次郎、肥後國御家人田井藤三郎在內的日軍將領全部戰死。隨後，元軍在佐須浦燒殺，受到助國命令將元軍來襲的消息報告給太宰府的小次郎、兵衛次郎二人水路前往博多，成功報告了戰況。
明治二十九年（1896年），因對馬島民的請求，日本政府追贈助國從三位的品階。

## 祭祀
助國死後，當地人為他立了一座小社，奉他為軍大明神。到了南北朝時代，宗經茂將神社遷移至現在小茂田濱神社的地址。

## 艺术形象
2020年电子游戏《对马岛之魂》中的志村，原型人物为宗助国。